# Space Channel 5 (jeu vidéo)
Space Channel 5 (スペースチャンネル5 ()) est un jeu vidéo de rythme développé par United Game Artists et édité par Sega sur Dreamcast en 1999. Le jeu est porté sur PlayStation 2 en 2002, puis adapté sur Game Boy Advance par Art Co. en 2003 sous l'appellation Space Channel 5: Ulala's Cosmic Attack. Le joueur incarne Ulala, une jeune reporter pour la chaîne de télévision spatiale Space Channel 5. Le but du jeu est de sauver des êtres humains d'une invasion extra-terrestre en dansant et en chantant.
Le jeu est conçu par Tetsuya Mizuguchi, avec l'objectif de s'adresser à un public féminin. La production dure deux ans, et l'équipe de développement compte environ vingt personnes. La musique, composée par Naofumi Hataya et Kenichi Tokoi, s'inspire des big bands des années 1960. Le morceau de jazz « Mexican Flyer » de Ken Woodman façonne le style musical du jeu, et en devient la chanson thème. Le style d'ensemble du jeu est influencé par la culture des années 1950 et 1960, et par les clips vidéos ultérieurs de Peter Gabriel et Michael Jackson ; ce dernier apparaît en caméo dans le dernier niveau du jeu en tant que Space Michael.
La version Dreamcast initiale est globalement bien reçue par la critique, mais le jeu réalise un nombre de ventes médiocre. Le style artistique du jeu et le gameplay centré sur la musique reçoivent des éloges, tandis que la faible longueur du jeu et les problèmes de synchronisation des graphismes sont critiqués. La version PlayStation 2 est accueillie de façon similaire, et beaucoup la recommandent grâce à son prix de vente plus bas. La version Game Boy Advance reçoit des notes plus basses à cause de ses limitations techniques.
Une suite, Space Channel 5: Part 2, sort au Japon en 2002 puis en 2003 dans le reste du monde. En février 2020, un nouveau jeu en réalité virtuelle est conçu par Grounding Inc., intitulé Space Channel 5 VR: Kinda Funky News Flash!.
Ulala apparaît également en caméo dans d'autres franchises.

## Trame
Space Channel 5 se déroule au XXVe siècle, en l'an 2499, dans un univers de science-fiction dont le style kitsch rappelle celui des années 1960 et des films Austin Powers,,,, où les différentes chaînes de télévision se livrent une concurrence sans merci. Une race d'extra-terrestres, les Moroliens, a envahi la Terre et soumet les humains en tirant sur ces derniers avec une arme au rayon mystérieux. Son effet est assez inhabituel : les innocentes victimes touchées par celui-ci sont atteintes d'une irrépressible envie de danser, et deviennent prisonnières des rythmes musicaux aliens. Space Channel 5, une chaîne à l'audience confidentielle, est la première à révéler ce scoop. Fuse, le directeur de l'investigation de la chaîne, pressent que c'est l'occasion rêvée de faire monter l'audimat et envoie Ulala, une jeune reporter de 22 ans, et la seule qui n'ait pas encore été capturée, à Spaceport 9, sur les lieux du premier incident. Ulala doit alors se débarrasser de la menace morolienne en reproduisant les pas de danse des aliens, tout en assurant la couverture médiatique des évènements, ce qui l'amène à être confrontée aux reporters concurrents. Il est ensuite révélé que l'invasion extra-terrestre était orchestrée par Blank, le directeur de Space Channel 5, pour faire remonter les audiences de la chaîne. Aidée par les autres reporters et soutenue par ses fans, Ulala réussit finalement à vaincre Blank,.

## Système de jeu
Space Channel 5 est un jeu vidéo de rythme dans lequel le joueur contrôle l'héroïne Ulala à travers quatre niveaux, ou reportages, qui se succèdent de façon linéaire. Au fur et à mesure de la progression, elle rencontre des extra-terrestres, les Moroliens, qui tentent de dominer les humains en les forçant à danser. Pour les vaincre et libérer les humains, le joueur doit imiter leurs danses et leurs paroles (le mot « chu »), à la manière de Jacques a dit ou du Simon. Les personnages, modélisés en 3D, et les effets visuels sont calculés en 3D temps réel, et s'affichent en superposition sur les décors de fond qui sont, eux, rendus sous forme de vidéos MPEG en 3D précalculée,.
Les actions du joueur doivent être effectuées dans le temps imparti et en respectant le rythme, avec comme fond musical les différentes pistes qui agrémentent chaque section de niveau. Les actions se font via six boutons : les quatre boutons de la croix directionnelle pour reproduire les mouvements, un bouton pour tirer sur les Moroliens, et un bouton pour libérer les humains.
Les niveaux se jouent selon deux modes de jeu : le « mode danse » et le « mode tir ». Pendant le mode danse, Ulala imite les actions et répète les cris « chu » des ennemis en rythme. Chaque action réussie permet de faire monter une jauge d'audimat en bas à droite de l'écran. En mode tir, le joueur doit non seulement tirer avec son arme sur les ennemis pour les vaincre, mais aussi sauver des otages avec l'autre bouton d'action. Après chaque phase de jeu, les personnes qu'Ulala a sauvées la rejoignent et avancent en cortège avec elle. Pendant les combats de boss, Ulala a une jauge de vie représentée par des cœurs en haut à gauche de l'écran. Chaque erreur commise lui fait perdre un cœur. Si Ulala fait trop d'erreurs et perd tous ses cœurs contre un boss, ou que l'audimat tombe sous le seuil minimum requis, voire à zéro (en ratant ou en omettant des actions), le joueur est sanctionné par un game over et doit recommencer la partie. Le joueur a la possibilité de commencer un new game plus s'il a sauvegardé la partie après avoir terminé le jeu. En fonction de l'audimat qui a été atteint, des chemins alternatifs sont déverrouillés et les ennemis utilisent parfois de nouveaux patterns.

## Développement
Le concept de Space Channel 5 trouve son origine dans la demande faite par Sega à Tetsuya Mizuguchi, alors connu pour son travail sur des jeux de course, de développer un jeu destiné aux joueuses occasionnelles. Mizuguchi n'étant pas familier avec ce public-cible, il s'entretient personnellement avec plusieurs jeunes filles et femmes afin de savoir quels sont leurs goûts en jeu vidéo. Il découvre que, là où les joueurs masculins sont plus enclins à s'adonner à des jeux qui favorisent les high scores et les rankings, les joueuses préfèrent quant à elles les puzzle games. Mizuguchi décide de créer un jeu qui rassemblerait à la fois les fans de jeux vidéo, et les amateurs de musique. Il se sert de son expérience personnelle avec la disco des boîtes de nuit, et d'évènements musicaux tels que la Street Parade. Il puise aussi son inspiration dans les œuvres d'art de Wassily Kandinsky, afin de favoriser une forme de synesthésie chez les joueurs. Ses autres sources d'inspiration sont la musique des années 1950 et 1960, et les clips vidéo de Peter Gabriel et de Michael Jackson qui sont diffusés sur MTV dans les années 1980.
Le jeu est réalisé par United Game Artists, connu sous le nom Sega Production Department 9 jusqu'à la réorganisation des studios de Sega en 2000. C'est le premier projet du studio nouvellement créé. L'équipe inclut de nombreux membres de la Team Andromeda (les créateurs de Panzer Dragoon), ainsi que des développeurs ayant travaillé sur la série Sonic, et d'autres développeurs inexpérimentés. Le développement du jeu dure deux ans. L'équipe de développement compte dix personnes au début puis, au fur et à mesure de l'avancée du projet, s'agrandit jusqu'à totaliser 24 personnes. Mizuguchi est le producteur du jeu, et Takashi Yuda est à la fois réalisateur et comédien de doublage du personnage Fuze. C'est la première fois que Mizuguchi travaille sur un jeu destiné exclusivement au marché des consoles de salon, ses œuvres précédentes ayant d'abord été développées pour l'arcade. S'exprimant sur la Dreamcast, Mizuguchi déclare qu'elle permet une musique de meilleure qualité, comparée aux jeux de courses focalisés sur la qualité des graphismes. Il veut utiliser la nouvelle technologie apportée par la console pour introduire une bande-son interactive.

## Postérité

### Suites
Une suite à Space Channel 5 est prévue dès les premières étapes du développement, mais sa production est mise en suspens jusqu'à ce que les chiffres de ventes occidentaux du premier jeu soient connus. La suite, Space Channel 5: Part 2 est annoncée en octobre 2001. Elle sort simultanément sur Dreamcast et PlayStation 2 en janvier 2002 au Japon. La version PlayStation 2, la seule à franchir les frontières nippones, est commercialisée en Europe continentale l'année suivante. En Amérique du Nord, Space Channel 5 et Space Channel 5: Part 2 sont commercialisés dans une compilation, Space Channel 5: Special Edition, éditée par Agetec. Space Channel 5: Part 2 est le dernier jeu produit par United Game Artists avant la restructuration interne de Sega en 2003. Part 2 est ensuite porté en haute-définition sur Microsoft Windows, Xbox 360 et PlayStation 3. Le jeu fait initialement partie de la compilation Dreamcast Collection sur Xbox 360 parue en février 2011, puis sort individuellement en octobre de la même année en distribution numérique.
Le studio Sonic Team de Sega crée aussi un jeu mobile, Ulala's Channel J (うららのチャンネルJ ()), pour les appareils Vodafone japonais en juillet 2002. Le jeu se compose de plusieurs mini-jeux, la plupart ayant comme thème la série, et en particulier Space Channel 5: Part 2. Certains de ces mini-jeux ont des graphismes en 3D qui nécessitent des appareils aux spécifications techniques plus avancées pour fonctionner.
Alors que des concepts existent pour un troisième opus et que des idées de projet sont soumises pour la Wii et Kinect, l'équipe se sent à court d'idées, et Sega manifeste peu d'intérêt pour un nouveau jeu. À un certain point, Mizuguchi et Q Entertainment sont en discussion avec Sega pour faire renaître la série sur les consoles HD. Un nouveau projet en réalité virtuelle reçoit finalement le feu vert de Sega. Le projet est développé par Grounding Inc., une société fondée par d'anciens développeurs de Sega, parmi lesquels Mineko Okamura, qui a soumis le concept à Sega. Ce projet débute en 2016 sous le nom Space Channel 5 VR: Ukiuki Viewing Show (スペースチャンネル5 VR ウキウキ★ビューイング ショー ()) et est une collaboration expérimentale entre Sega et KDDI. Le projet fait naître une importante demande chez les fans pour un jeu complet. Celui-ci s'appelle Space Channel 5 VR: Kinda Funky News Flash (Space Channel 5 VR: Arakata Dancing Show (スペースチャンネル5 VR あらかた★ダンシングショー)) et place le joueur dans la peau d'apprentis reporters qui assistent Ulala pendant un reportage sur une nouvelle invasion extra-terrestre. La sortie est prévue initialement en décembre 2019 sur PlayStation VR, SteamVR, HTC Vive et Oculus Quest, mais le jeu est repoussé au printemps de l'année suivante pour être amélioré. Le 10 février, une nouvelle bande-annonce publiée sur le site officiel de Grounding Inc. dévoile que le lancement du jeu aura lieu le 25 février sur PlayStation VR uniquement jusqu'à nouvel ordre.

### Procès
En 2003, Space Channel 5 et le personnage d'Ulala font l'objet d'un procès intenté par Kierin Magenta Kirby contre Sega,,,. Selon elle, Sega l'aurait contactée pour obtenir les droits d'utilisation de son apparence et de ses chansons et, à la suite de son refus, la société aurait passé outre en les utilisant malgré tout. Pendant le procès, Sega réussit à prouver que le jeu est sorti au Japon un an avant les accusations de Kier, et que les développeurs n'ont jamais entendu parler d'elle ou de ses chansons. L'affaire reste ouverte jusqu'en 2006, où le juge tranche en faveur de Sega et Kier perd en appel. Cette dernière se voit contrainte de rembourser les frais juridiques de Sega à hauteur de 608 000 dollars.